# Liste de villes des Fidji
Cet article présente la liste des principales villes et municipalité des Fidji par nombre d'habitants.
| Villes des Fijis | Villes des Fijis | Villes des Fijis | Villes des Fijis | Villes des Fijis | Villes des Fijis        |
| Rang             | Aire urbaine     | Population       | Population       | Type             | Province                |
| Rang             | Aire urbaine     | Census 1996      | Census 2007      | Type             | Province                |
| ---------------- | ---------------- | ---------------- | ---------------- | ---------------- | ----------------------- |
| 1.               | Nasinu           | -                | 87.446           | MC               | Division centrale       |
| 2.               | Suva             | 167.975          | 85.691           | V                | Division centrale       |
| 3.               | Lautoka          | 43.274           | 52.220           | V                | Division occidentale    |
| 4.               | Nausori          | 21.617           | 47.604           | MC               | Division centrale       |
| 5.               | Nadi             | 30.884           | 42.284           | MC               | Division occidentale    |
| 6.               | Labasa           | 24.095           | 27.949           | MC               | Division septentrionale |
| 7.               | Lami             | 18.928           | 20.529           | MC               | Division centrale       |
| 8.               | Ba               | 14.716           | 18.526           | MC               | Division occidentale    |
| 9.               | Sigatoka         | 7.862            | 9.622            | MC               | Division occidentale    |
| 10.              | Savusavu         | 4.970            | 7.034            | MC               | Division septentrionale |
| 11.              | Vatukoula        | 7.079            | 5.580            | MNC              | Division occidentale    |
| 12.              | Navua            | 4.183            | 5.048            | MC               | Division centrale       |
| 13.              | Rakiraki         | 4.836            | 4.952            | MC               | Division occidentale    |
| 14.              | Levuka           | 3.746            | 4.397            | MC               | Division orientale      |
| 15.              | Tavua            | 2.419            | 2.388            | MC               | Division occidentale    |
| 16.              | Pacific Harbour  | 1.607            | 1.819            | MNC              | Division centrale       |
| 17.              | Seaqaqa          | 394              | 816              | MNC              | Division septentrionale |
| 18.              | Nabouwalu        | 592              | 592              | MNC              | Division septentrionale |
| 19.              | Korovou          | 318              | 349              | MC               | Division centrale       |

Type :
- V : Ville

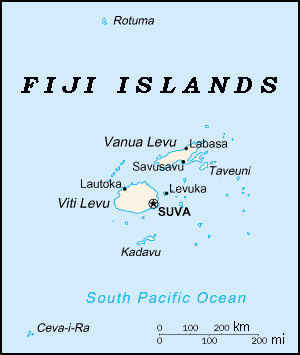
Carte des Fidji

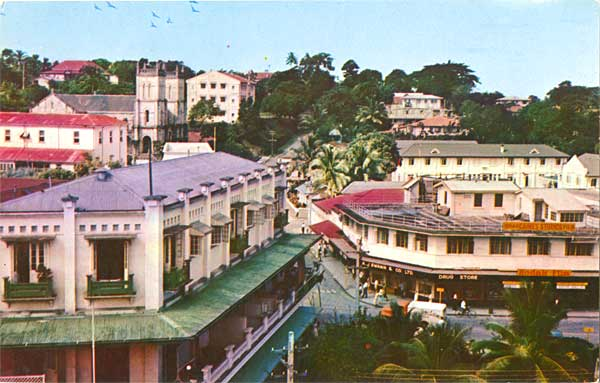
Centre de Suva (1950)

- MC : Municipalités constituées. D'après la loi fidjienne, est défini comme "municipalité" une aire urbaine organisée en un corps municipal, gouvernée par un Conseil municipal.
- MNC : Municipalités non-constituées. Les localités suivantes sont urbanisées mais ne connaissent pas un régime municipal organisé. Ce sont souvent de simples villages. D'autres MNC existent :
  - Dreketi
  - Korolevu
  - Lomawai
  - Naisisili
  - Nakasi, 9½ Miles
  - Namatakula
  - Navua
  - Natumbua
  - Tubou